# Povestiri de parcă ar fi...
Povestiri de parcă ar fi... (1975) (titlu original Histoires comme si...) este o culegere de povestiri science fiction și fantasy a scriitorului Gérard Klein.

## Cuprins
Povestirile din această culegere sunt grupate pe diferite teme: nostalgice, futuriste, mitologice, crptice, diabolice și criminale.

### Nostalgice
- "Rencontre" / "Întâlnire"
- "Le Bord du chemin" / "Marginea drumului"
- "La Pluie" / "Ploaia"
- "Le Dernier moustique de l'été" / "Ultimul țânțar al verii"

### Futuriste
- "Le Vieil homme et l'espace" / "Bătrânul și spațiul"
- "La Vallée aux échos" / "Valea ecourilor"
- "Discours pour le centième anniversaire de l'internationale végétarienne" / "Discurs pentru aniversarea a o sută de ani ai internaționalei vegetariene"
- "Les Plus honorables emplois de la terre..." / "Cele mai onorabile îndeletniciri de pe pământ..."
- "Un gentleman" / "Un gentleman"
- "Les Villes" / "Orașele"

### Mitologice
- "La Tunique de Nessa" / "Tunica Nesei"
- "Lettre à une ombre chère" / "Scrisoare unei umbre dragi"
- "La Planète aux sept masques" / "Planeta cu șapte măști"
- "Un chant de pierre" / "Un cântec de piatră"

### Criptice
- "Le Condamné" / "Condamnatul"
- "Retour aux origines" / "Întoarcere la origini"
- "De la littérature" / "Despre literatură"
- "Le Domaine interdit" / "Domeniu interzis"

### Diabolice
- "Les Recruteurs" / "Recrutorii"
- "Les Enfers sont les enfers" / "În infern ca în infern"
- "Magie noire" / Magie neagră"

### Criminale
- "Vous mourrez quand même" / "Tu tot vei muri"
- "Le Témoin" / Martorul"
- "Le Cavalier au centipède" / Călărețul cu centipedul"